# Peña Blanca, Novi Meksiko

Peña Blanca je popisom određeno mjesto u okrugu Sandovalu u američkoj saveznoj državi Novom Meksiku. Prema popisu stanovništva SAD 2010. ovdje je živjelo 709 stanovnika. 

## Zemljopis
Nalazi se na 35°34′23″N 106°20′14″W / 35.57306°N 106.33722°W (35.573078, -106.337361). Prema Uredu SAD-a za popis stanovništva, zauzima 17,6 km2 površine, sve suhozemne.

## Stanovništvo
Prema podatcima popisa 2010. ovdje je bilo 709 stanovnika, 226 kućanstava od čega 172 obiteljska, a stanovništvo po rasi bili su 25,0% bijelci, 1,1% "crnci ili afroamerikanci", 13,5% "američki Indijanci i aljaskanski domorodci", 0,0% Azijci, 0,1% "domorodački Havajci i ostali tihooceanski otočani", 58,5% ostalih rasa, 1,7% dviju ili više rasa. Hispanoamerikanaca i Latinoamerikanaca svih rasa bilo je 74,3%.